# Meisjes op de brug
Meisjes op de brug (Noors: Pikene på broen) is een schilderij van de Noorse kunstschilder Edvard Munch, olieverf op doek, 136 × 125,5 centimeter groot, gemaakt rond 1901 te Åsgårdstrand. Het toont drie jonge meisjes die tijdens een Noorse zomernacht vanaf een brug over het water kijken. Het werk bevindt zich sinds 1909 in de collectie van het Nationaal Museum te Oslo.

## Context
In de jaren rond 1900 verbleef Munch veelal in Berlijn, maar in de zomers reisde hij vaak naar de Noorse kustplaats Åsgårdstrand, aan het Oslofjord, waar hij een huisje huurde om er te schilderen. Åsgårdstrand was in die tijd populair bij meer kunstschilders, waaronder Christian Krohg en Hans Heyerdahl, vooral vanwege het bijzondere licht en de Noordse nachten, waarin het nooit echt donker werd. Munch kwam al vanaf 1890 in Åsgårdstrand en een groot aantal van zijn bekendste werken, waaronder De schreeuw, zijn er gesitueerd. Hij zei ooit over zijn verblijven in Åsgårdstrand: "hier rondwandelen is als rondwandelen in mijn schilderijen. Ik voel hier een enorme noodzaak tot schilderen".

## Afbeelding
Meisjes op de brug toont drie meisjes op de pierbrug van Åsgårdstrand, die leidt naar de aanlegplaats voor stoomschepen. Ze hangen over de balustrade die diagonaal door het schilderij snijdt en kijken in gedachten over het water. Op de achtergrond schijnt de volle maan, achter een omheind statig herenhuis met een enorme boom, feitelijk meerdere lindes die in elkaar lijken gegroeid. Natuurlijke en door de mens gemaakte elementen wisselen elkaar op harmonieuze wijze af.
Waar Munch vaak wordt geassocieerd met de thema's angst en wanhoop, onderscheidt dit werk zich door de bijzondere lyrische bijna poëtische sfeer. De compositie is eenvoudig, met heldere kleuren, versterkt door de felgele -niet in het water gereflecteerde- maan. De kleuren van de jurken contrasteren met het beige van de weg en de brug, alsook de zanderige kustlijn die subtiel doortrokken wordt met stroken groen. De stijl is eerder postimpressionistisch dan expressionistisch. De sterk aangezette ritmische lijnvoering doet denken aan de art nouveau. Het werk is op dit niveau te zien als een lofzang op de Noordse midzomernacht. De oorspronkelijke titel van het werk was dan ook Midzomernacht.

## Duiding
Meisjes op de brug heeft van meet af aanleiding gegeven tot veel symbolische interpretaties, met name ook vanuit psychoanalytische hoek. Ontstaan in een tijd toen Sigmund Freud en zijn volgelingen sterk de aandacht trokken, werd het schilderij vaak gezien als een behandeling van de ontluikende seksualiteit van jonge meisjes. De fallische vorm van de in het water reflecterende boom krijgt in die context een nieuwe betekenis. Ook de keuze van een drietal vrouwfiguren met verschillende kleuren jurken werd door Munch vaker gebruikt om verschillende fases en uitingsvormen van het vrouw zijn aan te duiden. In dit werk lijkt het echter nog nauwelijks te onderscheiden en is het hooguit een afspiegeling van wat nog in het verschiet ligt. In dat opzicht kan ook het nadrukkelijk opnemen van een verdwijnpunt in het werk als symbolisch worden gezien: het leidt naar een nog onbekende toekomst van volwassenheid, vanuit een vredig geschilderd tafereel uit de adolescentietijd.
Munch maakte overigens vaak werken die aanleiding gaven tot psychoanalytische interpretatie. Zo vatte hij in 1895 het plan op om een Fries van het leven te creëren, door hemzelf beschreven als "een gedicht van leven, liefde en dood", waarin een belangrijk deel was gewijd aan de puberteit: de eerste gevoelens van onschuldig verlangen. Hij werd daarbij in zijn zienswijze beïnvloed door het controversiële toneelstuk Voorjaarsontwaken van Frank Wedekind uit 1891, dat gaat over de seksualiteit van adolescenten. Ook in Meisjes op de brug werkt deze invloed nog door.

## Meerdere versies
De Meisjes op de brug-versie in het Nationaalmuseum is het eerste van een hele reeks werken van hetzelfde taferel welke hij tussen ongeveer 1901 en 1915 zou schilderen, waarvan zes sterk overeenkomstig. Voortdurend bleef hij experimenteren met verschillende opstellingen van de figuren. Daarbij probeerde hij het thema uit in verschillende media: behalve in olieverf maakte hij ook litho's en houtsnede's.

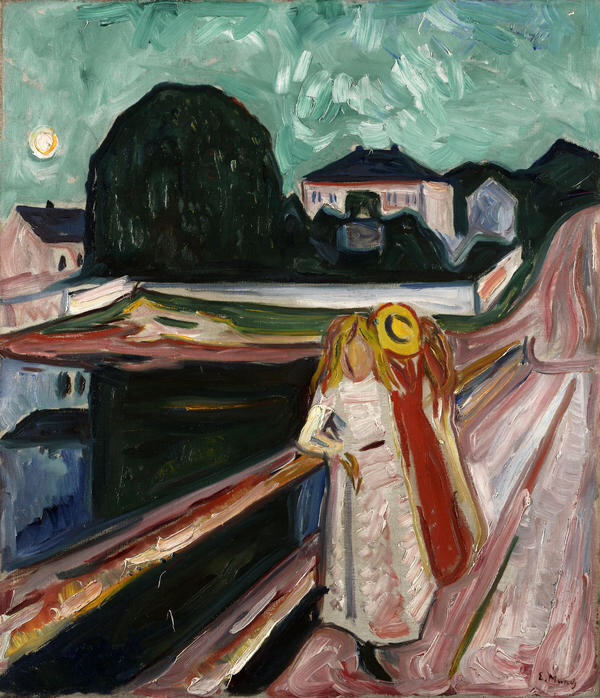
Versie uit het Kimberley Art Museum
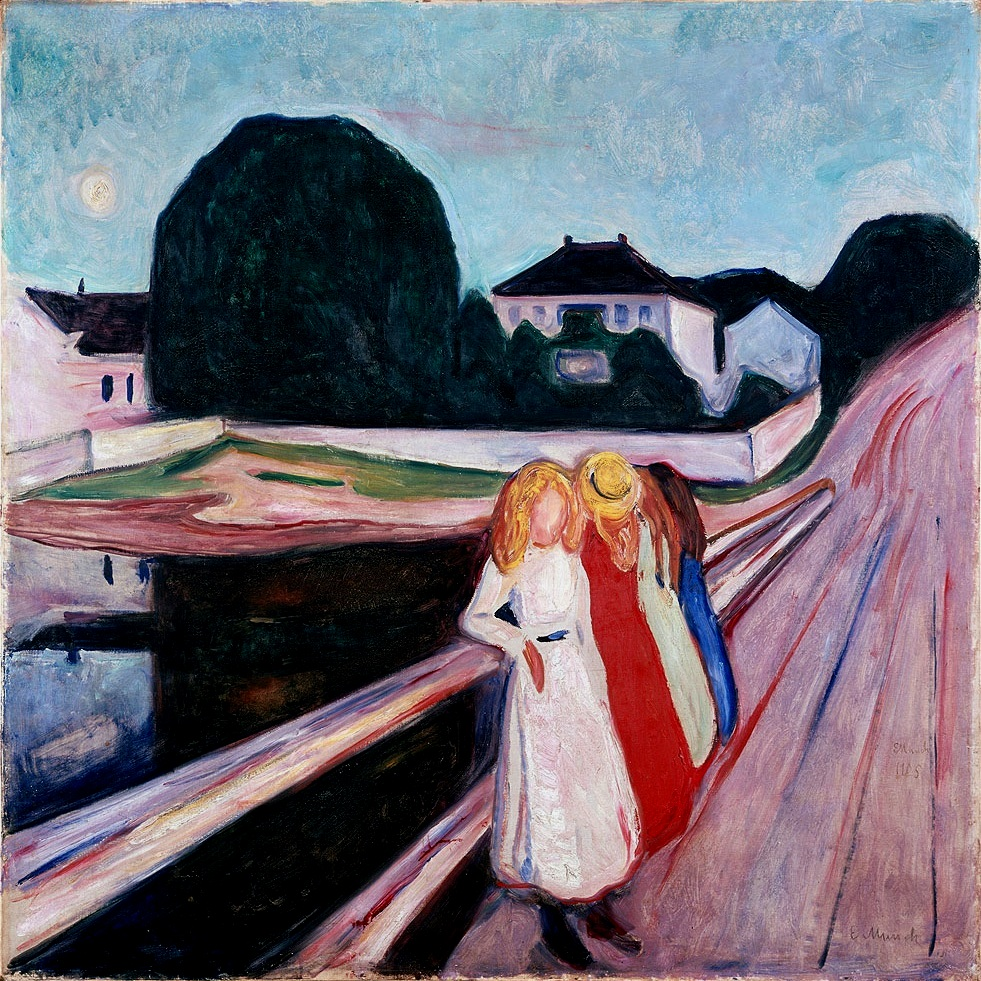
Versie met vier meisjes, Walraff Museum
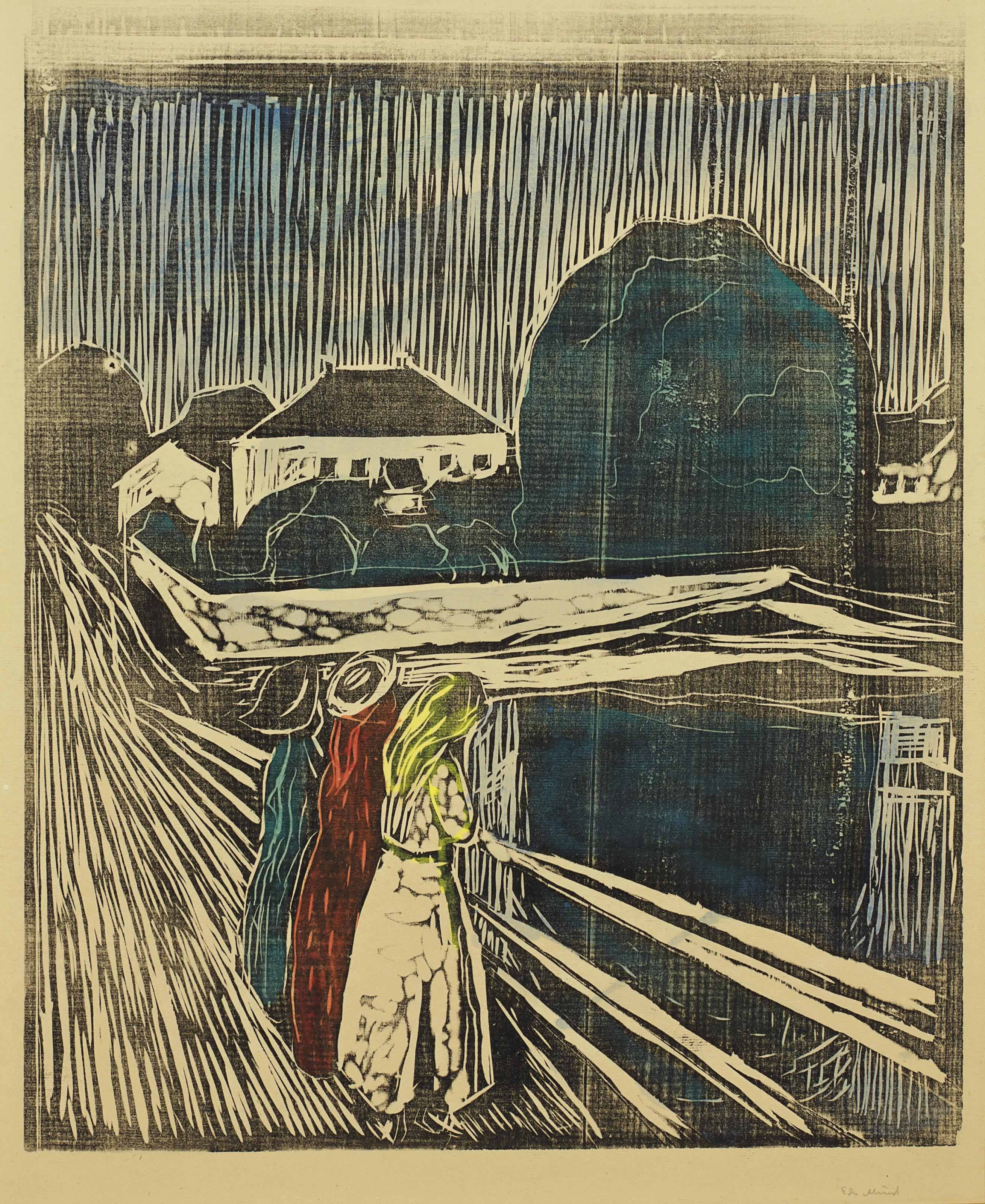
Houtsnede
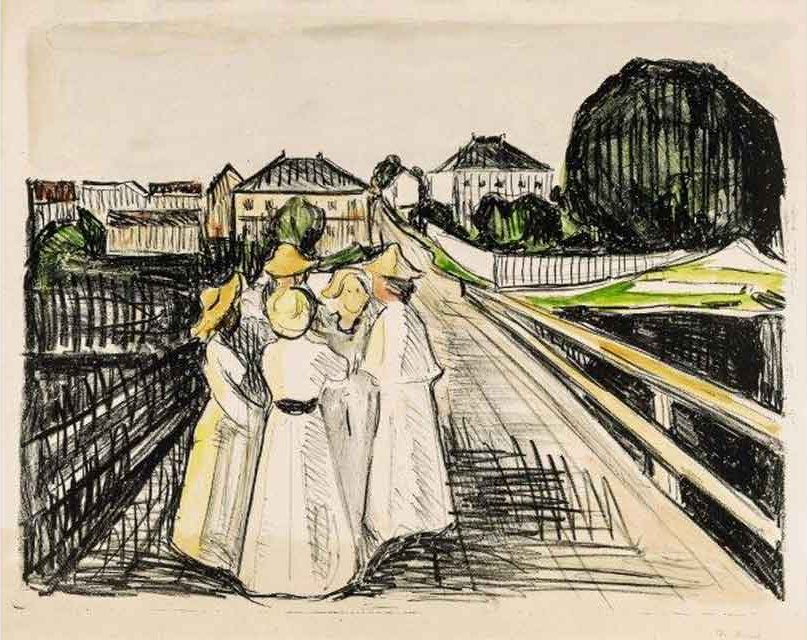
Litho, ingekleurd